# Атакпаме
Атакпа́ме (фр. Atakpame) — город в Того. Является административным центром области Плато и префектуры Огоу.

## История
Город Атакпаме был образован как один из административных центров германской колонии Того. В 1911 году здесь были построены железнодорожная линия Ломе — Атакпаме и мощная радиостанция, обеспечивавшая постоянную связь между Германией и Центральной Африкой. С началом Первой мировой войны эта радиостанция стала основной целью в боях, развернувшихся между немецкими колониальными войсками и англо-французским десантом, высадившимися 6 августа 1914 года на побережье. После боёв в районе Вахахала немцы вынуждены были отступить, 24 августа они взорвали радиостанцию, а 26 августа капитулировали.

## География
Атакпаме расположен в центральной части Того, в 161 километре севернее побережья Гвинейского залива и столицы страны Ломе, на западных отрогах горной гряды Атакора. Находится на высоте 376 м над уровнем моря.
Имеется аэропорт; крупный железнодорожный узел на ветке, идущей из Ломе в префектуру Блитта.

## Климат
| Показатель                    | Янв. | Фев. | Март | Апр.  | Май   | Июнь  | Июль  | Авг.  | Сен.  | Окт.  | Нояб. | Дек. | Год    |
| ----------------------------- | ---- | ---- | ---- | ----- | ----- | ----- | ----- | ----- | ----- | ----- | ----- | ---- | ------ |
| Средний суточный максимум, °C | 32,7 | 34,3 | 33,9 | 32,3  | 31,3  | 29,2  | 27,9  | 27,7  | 28,5  | 30,2  | 32,3  | 32,1 | 31,0   |
| Средняя температура, °C       | 27,0 | 28,1 | 27,9 | 27,0  | 26,3  | 24,9  | 24,1  | 23,9  | 24,3  | 25,3  | 26,6  | 26,6 | 26,0   |
| Средний суточный минимум, °C  | 21,3 | 21,9 | 21,9 | 21,7  | 21,4  | 20,6  | 20,2  | 20,1  | 20,2  | 20,4  | 21,0  | 21,0 | 21,0   |
| Норма осадков, мм             | 10,1 | 30,8 | 83,0 | 133,1 | 154,1 | 195,3 | 214,6 | 181,9 | 194,4 | 123,3 | 29,7  | 14,1 | 1364,4 |
| Источник:                     |      |      |      |       |       |       |       |       |       |       |       |      |        |

## Население
Атакпаме является пятым по величине городом Того, Численность населения Атакпаме — 92 296 человек (на 2008 год); за последние 17 лет население увеличилось почти в 4 раза (24 139 жителей на 1981 год). В Атакпаме и его окрестностях проживают различные народности. Сам город находится на территории народа ифе, южнее расселены эве и аджа, в горах на севере — кабье и акебу, на западе — акиосо. Кроме них, в городе живёт значительная группа из народности фон.
С 1964 года Атакпаме является центром одноимённого римско-католического епископства. Из населяющих епархию 700 000 человек около 40 % — католики, имеется небольшое количество мусульман. Остальные жители придерживаются традиционных африканских религий.
Основным занятием местных жителей является сельское хозяйство — выращивание хлопка, кофе, какао, а также проса и ямса.

## Известные уроженцы
- Николас Грюницкий — президент Того в 1963—1967 годах

## Города-партнёры
- Ньор, Франция[3]